# Buchthalen
Buchthalen (toponimo tedesco) è una frazione di 4 682 abitanti del comune svizzero di Sciaffusa, nel Canton Sciaffusa.

## Storia

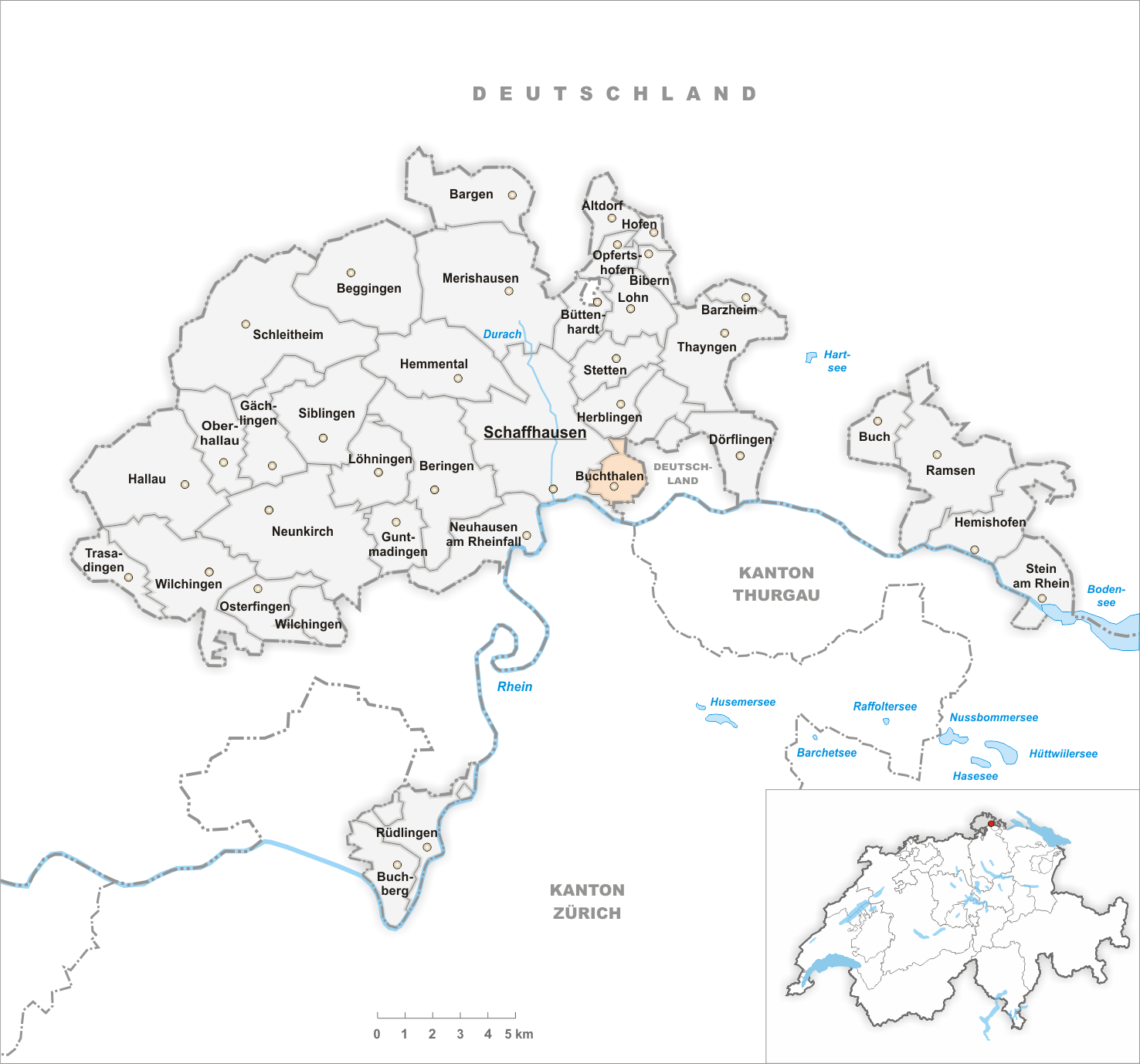
Il territorio del comune di Buchthalen prima degli accorpamenti comunali del 1947

Fino al 31 dicembre 1946 è stato un comune autonomo; il 1º gennaio 1947 è stato accorpato al comune di Sciaffusa.